# トリニティ川 (テキサス州)

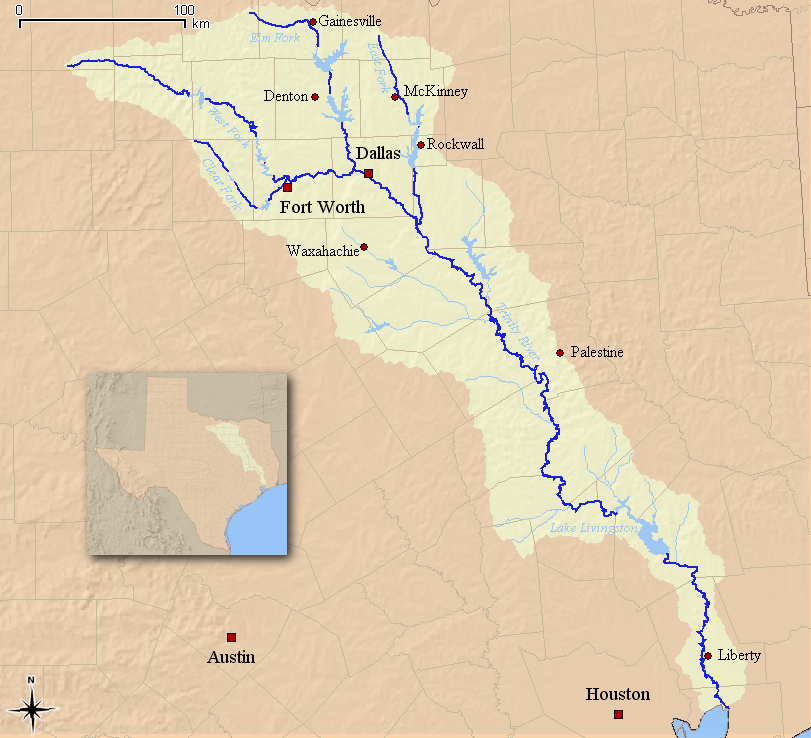
トリニティ川流域

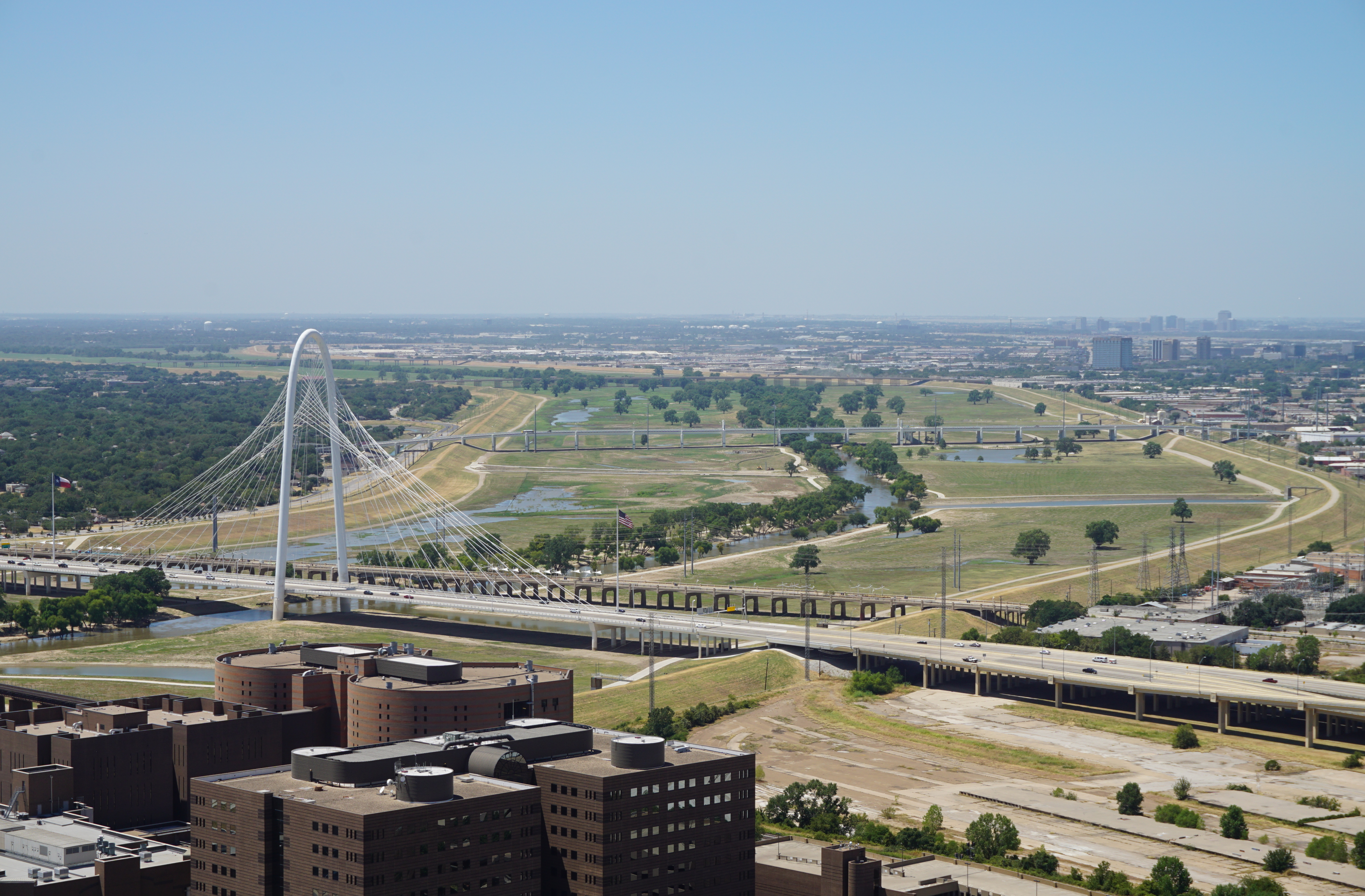
ダラスのリユニオンタワーからみたトリニティ川

トリニティ川 (トリニティがわ、Trinity River) はアメリカ合衆国のテキサス州を流れる長さ710マイル（1140km）の川。
上流部はウェストフォーク (West Fork)、クリアフォーク (Clear Fork)、エルムフォーク (Elm Fork)、イーストフォーク (East Fork)という4つの川である。
ウェストフォークはアーチャー郡に源流があり、南西へ流れて二つの人造湖ブリッジポート湖とイーグルマウンテン湖を経る。東へと流れを変えるとワース湖とフォートワースを通過する。
クリアフォークはウェザーフォードの北に源流があり、南東へ流れてウェザーフォード湖、ベンブルック湖を通過。北東へ流れを変えてフォートワース付近でウェストフォークに合流する。
エルムフォークはゲインズビル付近から南へ流れ、レイロバーツ湖、デントンの東を流れてルイスビル湖へ注ぐ。
ウェストフォークとエルムフォークはダラスで合流し、そこからがトリニティ川である。
イーストフォークはマッキニー付近からはじまり、ラボン湖、レイハバード湖を経てダラス南東でトリニティ川に合流する。
トリニティ川は南東へ流れ、ダム湖リビングストン湖を通り、ガルベストン湾奥のトリニティ湾へ注ぐ。河口はヒューストンの南東、アナワク付近。
1844年、1866年、1871年、1890年、1908年に大規模な氾濫が起こっている。1908年5月26日にはトリニティ川は深さ52.6フィート（16.03 m）、幅1.5マイル（2.4 km）に達している。このときは5人が死亡し4000人が家を失い、損失は250万ドルと推計された。  

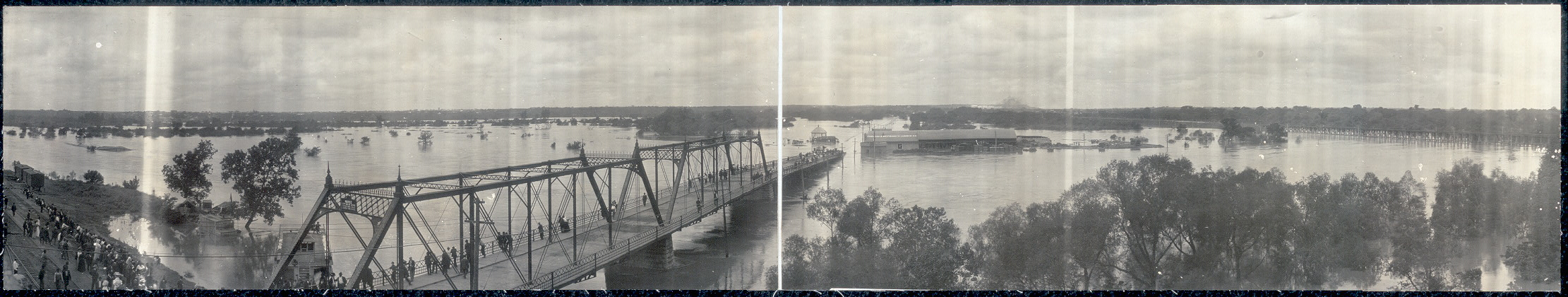
氾濫時のトリニティ川（1908年7月8日、ダラス）